# Björkskatan
Björkskatan est un quartier de Luleå, en Suède.

## Description
Björkskatan est un quartier résidentiel situé sur un promontoire couvert de bouleaux (vieux suédois: skata), sur la rive est du lac Björsbyfjärden. 
Björkskatan est voisin des quartiers Hällbacken, Lulsundet, Ormberget et Porsön.
Le quartier a été construit par étapes depuis les années 1970, principalement avec des villas et des maisons mitoyennes.
En 2015, Björkskatan a été classée agglomération autonome avec 4 388 habitants sur 154 hectares.

## Services
Dans le centre de Björkskatan se trouvent un magasin de Coop Sverige (sv), une petite salle de sport, trois pizzerias, un lycée et une bibliothèque, un centre de santé, un terrain de sport et une église  ainsi qu'un terrain de golf. 
Dans le centre se trouvent également quelques centaines de logements étudiants.
Il y a deux écoles primaires et secondaires à Björkskatan et quelques écoles maternelles.
Il y a une maison de retraite à Regnvägen.

## Transports
Les lignes de bus 2 et 3 desservent le quartier.
| Ligne | Trajet                                      | Longueur | Arrêts | Réfs.   |
| ----- | ------------------------------------------- | -------- | ------ | ------- |
| 1     | Hertsön - Centrum - Hôpital de Sunderby     | 25,5 km  | 36-37  | Ligne 1 |
| 1     | Hôpital de Sunderby - Centrum - Hertsön     | 25,5 km  | 38-39  | Ligne 1 |
| 2     | Björkskatan - Centrum - Hôpital de Sunderby | 23 km    | 33     | Ligne 2 |
| 2     | Hôpital de Sunderby - Centrum - Björkskatan | 23 km    | 34     | Ligne 2 |
| 3     | Björkskatan - Centrum - Bergnäset           | 12 km    | 26     | Ligne 3 |
| 3     | Bergnäset - Centrum - Björkskatan           | 12 km    | 27     | Ligne 3 |
| 4     | Aéroport de Luleå - Centrum - Aurorum       | 16 km    | 28     | Ligne 4 |
| 4     | Aurorum - Centrum - Aéroport de Luleå       | 16 km    | 28     | Ligne 4 |
| 5     | Hertsön - Centrum - Aurorum                 | 16 km    | 32-33  | Ligne 5 |
| 5     | Aurorum - Centrum - Hertsön                 | 16 km    | 34-35  | Ligne 5 |